# Toligniew
Toligniew – staropolskie imię męskie. Składa się z członów Toli- (toliti – "uspokajać", też: "tulić, obejmować rękami"), i -gniew ("gniew"). Znaczenie imienia: "ten, który uspokaja gniew".
Staropolskie zdrobnienia: Tola (masc.), Tolak, Tolczk (lub Tołczk), Tolek, Toleń, Tolęcic, Tolęda, Toliba, Tolim, Tolima (masc.), Tolk (lub Tołk), Tolka (masc.), Tolko, Toch, Tochacz, Tochel, Tochnik, Tochta, Tost, Tosz, Toszak, Toszek, Toszk, Toszka (masc.)
Toligniew imieniny obchodzi 13 lutego.